# János Konrád (Wasserballspieler)
János Konrád (* 27. August 1941 in Budapest; † 26. November 2014 ebenda) war ein ungarischer Wasserballspieler. Er war mit der ungarischen Nationalmannschaft Olympiasieger 1964 und Olympiadritter 1960 und 1968 sowie Europameister 1962.

## Karriere
János Konrád spielte bis 1964 bei Budapesti VSC und dann bis 1970 bei Honvéd Budapest. Nach fünf Jahren bei Vasas Izzó beendete er 1976 seine Karriere bei Orvosegyetem SC. Als Student nahm Konrád viermal mit der ungarischen Mannschaft an der Universiade teil. Nachdem er 1959 den zweiten und 1961 den dritten Platz belegt hatte, siegte er mit dem ungarischen Team 1963 und 1965.
Von 1959 bis 1973 wirkte Konrád in 123 Länderspielen mit. 1960 bei den Olympischen Spielen in Rom gewannen die Italiener vor der sowjetischen Mannschaft, dahinter erhielten die Ungarn die Bronzemedaille vor den Jugoslawen. Konrád wurde nur im Spiel gegen Frankreich eingesetzt, wo er ein Tor warf. In Rom trat Konrád auch im 100-Meter-Rückenschwimmen an, wurde aber nur letzter der Vorläufe.
1962 siegten die Ungarn bei der Wasserball-Europameisterschaft 1962 in Leipzig vor den Jugoslawen und der sowjetischen Mannschaft. 1964 bei den Olympischen Spielen in Tokio siegten die Ungarn vor den Jugoslawen und der sowjetischen Mannschaft. Die Ungarn lagen nach dem 4:4 im direkten Vergleich nach Punkten gleichauf mit den Jugoslawen und gewannen den Titel dank der besseren Tordifferenz. Konrád warf in sechs Spielen insgesamt zwei Tore.
1966 in Utrecht belegten die Ungarn den fünften Platz bei der Europameisterschaft. Bei den Olympischen Spielen 1968 in Mexiko-Stadt verloren die Ungarn das Halbfinale gegen die Jugoslawen, siegten aber im Spiel um Bronze gegen Italien. Konrád warf insgesamt drei Tore.
Nach seiner aktiven Laufbahn war János Konrád Trainer. Nach drei Jahren als Nationaltrainer in Kuwait betreute er von 1985 bis 1990 die ungarische Frauen-Nationalmannschaft und von 1990 bis 1992 die Männer-Nationalmannschaft. Danach war er beim Magyar Olimpiai Bizottság, dem ungarischen Olympischen Komitee, tätig.
János Konráds Brüder Sándor Konrád und Ferenc Konrád waren ebenfalls ungarische Nationalspieler.